# Margaretha Sophie van Oostenrijk

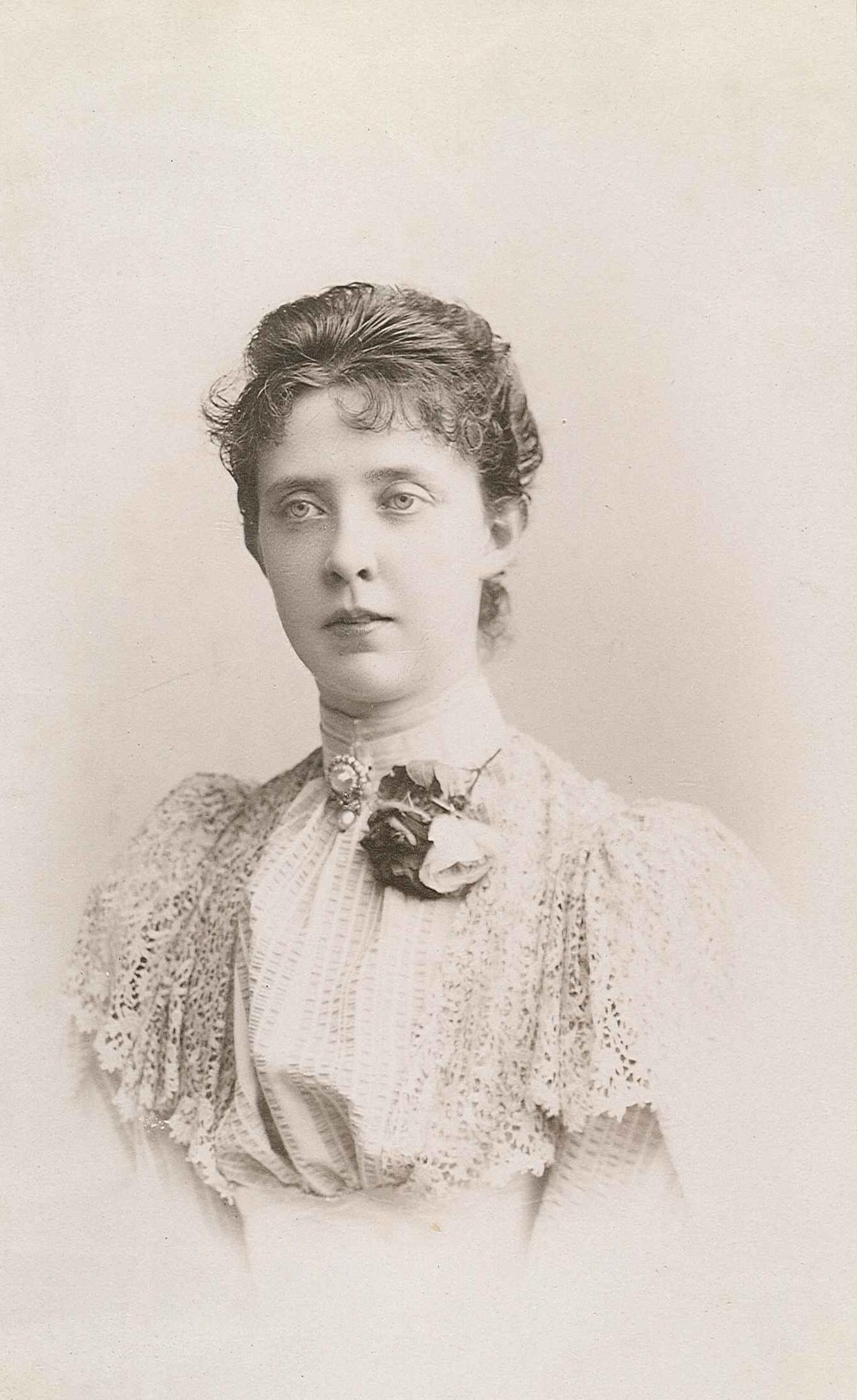
Margaretha Sophie van Oostenrijk.

Margaretha Sophie Maria Annunciata Theresia Carolina Louise Josephine Johanna van Oostenrijk (Artstetten, 13 mei 1870 - Gmunden, 24 augustus 1902) was door geboorte aartshertogin van Oostenrijk en na haar huwelijk hertogin van Württemberg. Ze behoorde tot het huis Habsburg-Lotharingen.

## Levensloop
Margaretha Sophie was de enige dochter van aartshertog Karel Lodewijk van Oostenrijk uit diens tweede huwelijk met Maria Annunciata van Bourbon-Sicilië, dochter van koning Ferdinand II der Beide Siciliën. Ze had een goede band met haar broer Frans Ferdinand en haar moeder overleed kort voor haar eerste verjaardag. Ze kreeg vervolgens een liefdevolle opvoeding van haar stiefmoeder Maria Theresia van Bragança, de derde echtgenote van haar vader.
Van 23 mei 1886 tot 15 januari 1893 was Margaretha Sophia abdis van het adellijke vrouwenklooster in het Praagse Hradčany. Negen dagen later, op 24 januari 1893, huwde ze met hertog Albrecht van Württemberg (1865-1939), de troonopvolger van de kinderloze koning Willem II van Württemberg. 
Margaretha Sophie stierf op 32-jarige leeftijd in Gmunden, in augustus 1902. Ze werd bijgezet in de Württembergse familiecrypte in Slot Ludwigsburg, tot haar stoffelijk overschot in 1927 werd overgebracht naar de crypte van de slot- en parochiekerk Sint-Michaël in Altshausen.

## Nakomelingen
Margaretha Sophie en hertog Albrecht van Württemberg kregen zeven kinderen:
- Philipp Albrecht (1893-1975), hoofd van het huis van Württemberg
- Albrecht Eugenius (1895-1954), huwde in 1924 met prinses Nadejda van Bulgarije
- Karel Alexander (1896-1964), priester in de abdij van Beuron
- Maria Amalia (1897-1923)
- Maria Theresia (1898-1928), zuster in de abdij van Eibingen
- Maria Elisabeth (1899-1900)
- Margarita Maria (1902-1945)

## Kwartierstaat
| Frans II van Oostenrijk (1768-1835) | Frans II van Oostenrijk (1768-1835) | Frans II van Oostenrijk (1768-1835) | Frans II van Oostenrijk (1768-1835) | Frans II van Oostenrijk (1768-1835)    | Frans II van Oostenrijk (1768-1835)    | Maria Theresia van Bourbon-Sicilië (1772-1807) | Maria Theresia van Bourbon-Sicilië (1772-1807) | Maria Theresia van Bourbon-Sicilië (1772-1807) | Maria Theresia van Bourbon-Sicilië (1772-1807) | Maria Theresia van Bourbon-Sicilië (1772-1807) | Maria Theresia van Bourbon-Sicilië (1772-1807) |                                                 |                                                 | Maximiliaan I Jozef van Beieren (1756-1825)     | Maximiliaan I Jozef van Beieren (1756-1825)     | Maximiliaan I Jozef van Beieren (1756-1825)     | Maximiliaan I Jozef van Beieren (1756-1825)     | Maximiliaan I Jozef van Beieren (1756-1825) | Maximiliaan I Jozef van Beieren (1756-1825) | Caroline van Baden (1776-1841)        | Caroline van Baden (1776-1841)        | Caroline van Baden (1776-1841)        | Caroline van Baden (1776-1841)        | Caroline van Baden (1776-1841)        | Caroline van Baden (1776-1841)        |  |  | Frans I der Beide Siciliën (1777-1830)     | Frans I der Beide Siciliën (1777-1830)     | Frans I der Beide Siciliën (1777-1830)     | Frans I der Beide Siciliën (1777-1830)     | Frans I der Beide Siciliën (1777-1830)      | Frans I der Beide Siciliën (1777-1830)      | Maria Isabella van Bourbon (1789-1848)      | Maria Isabella van Bourbon (1789-1848)      | Maria Isabella van Bourbon (1789-1848)       | Maria Isabella van Bourbon (1789-1848)       | Maria Isabella van Bourbon (1789-1848)           | Maria Isabella van Bourbon (1789-1848)           |                                                  |                                                  | Karel van Oostenrijk-Teschen (1771-1847)         | Karel van Oostenrijk-Teschen (1771-1847)         | Karel van Oostenrijk-Teschen (1771-1847) | Karel van Oostenrijk-Teschen (1771-1847) | Karel van Oostenrijk-Teschen (1771-1847) | Karel van Oostenrijk-Teschen (1771-1847) | Henriëtte van Nassau-Weilburg (1797-1829) | Henriëtte van Nassau-Weilburg (1797-1829) | Henriëtte van Nassau-Weilburg (1797-1829) | Henriëtte van Nassau-Weilburg (1797-1829) | Henriëtte van Nassau-Weilburg (1797-1829) | Henriëtte van Nassau-Weilburg (1797-1829) |  |  |  |  |  |  |  |  |  |  |  |  |  |  |  |  |  |  |  |  |  |  |  |  |  |  |  |  |  |  |  |  |  |  |  |  |  |  |  |  |  |  |  |  |  |  |  |  |
| Frans II van Oostenrijk (1768-1835) | Frans II van Oostenrijk (1768-1835) | Frans II van Oostenrijk (1768-1835) | Frans II van Oostenrijk (1768-1835) | Frans II van Oostenrijk (1768-1835)    | Frans II van Oostenrijk (1768-1835)    | Maria Theresia van Bourbon-Sicilië (1772-1807) | Maria Theresia van Bourbon-Sicilië (1772-1807) | Maria Theresia van Bourbon-Sicilië (1772-1807) | Maria Theresia van Bourbon-Sicilië (1772-1807) | Maria Theresia van Bourbon-Sicilië (1772-1807) | Maria Theresia van Bourbon-Sicilië (1772-1807) |                                                 |                                                 | Maximiliaan I Jozef van Beieren (1756-1825)     | Maximiliaan I Jozef van Beieren (1756-1825)     | Maximiliaan I Jozef van Beieren (1756-1825)     | Maximiliaan I Jozef van Beieren (1756-1825)     | Maximiliaan I Jozef van Beieren (1756-1825) | Maximiliaan I Jozef van Beieren (1756-1825) | Caroline van Baden (1776-1841)        | Caroline van Baden (1776-1841)        | Caroline van Baden (1776-1841)        | Caroline van Baden (1776-1841)        | Caroline van Baden (1776-1841)        | Caroline van Baden (1776-1841)        |  |  | Frans I der Beide Siciliën (1777-1830)     | Frans I der Beide Siciliën (1777-1830)     | Frans I der Beide Siciliën (1777-1830)     | Frans I der Beide Siciliën (1777-1830)     | Frans I der Beide Siciliën (1777-1830)      | Frans I der Beide Siciliën (1777-1830)      | Maria Isabella van Bourbon (1789-1848)      | Maria Isabella van Bourbon (1789-1848)      | Maria Isabella van Bourbon (1789-1848)       | Maria Isabella van Bourbon (1789-1848)       | Maria Isabella van Bourbon (1789-1848)           | Maria Isabella van Bourbon (1789-1848)           |                                                  |                                                  | Karel van Oostenrijk-Teschen (1771-1847)         | Karel van Oostenrijk-Teschen (1771-1847)         | Karel van Oostenrijk-Teschen (1771-1847) | Karel van Oostenrijk-Teschen (1771-1847) | Karel van Oostenrijk-Teschen (1771-1847) | Karel van Oostenrijk-Teschen (1771-1847) | Henriëtte van Nassau-Weilburg (1797-1829) | Henriëtte van Nassau-Weilburg (1797-1829) | Henriëtte van Nassau-Weilburg (1797-1829) | Henriëtte van Nassau-Weilburg (1797-1829) | Henriëtte van Nassau-Weilburg (1797-1829) | Henriëtte van Nassau-Weilburg (1797-1829) |  |  |  |  |  |  |  |  |  |  |  |  |  |  |  |  |  |  |  |  |  |  |  |  |  |  |  |  |  |  |  |  |  |  |  |  |  |  |  |  |  |  |  |  |  |  |  |  |
|                                     |                                     |                                     |                                     |                                        |                                        |                                                |                                                |                                                |                                                |                                                |                                                |                                                 |                                                 |                                                 |                                                 |                                                 |                                                 |                                             |                                             |                                       |                                       |                                       |                                       |                                       |                                       |  |  |                                            |                                            |                                            |                                            |                                             |                                             |                                             |                                             |                                              |                                              |                                                  |                                                  |                                                  |                                                  |                                                  |                                                  |                                          |                                          |                                          |                                          |                                           |                                           |                                           |                                           |                                           |                                           |  |  |  |  |  |  |  |  |  |  |  |  |  |  |  |  |  |  |  |  |  |  |  |  |  |  |  |  |  |  |  |  |  |  |  |  |  |  |  |  |  |  |  |  |  |  |  |  |
|                                     |                                     |                                     |                                     | Frans Karel van Oostenrijk (1802-1878) | Frans Karel van Oostenrijk (1802-1878) | Frans Karel van Oostenrijk (1802-1878)         | Frans Karel van Oostenrijk (1802-1878)         | Frans Karel van Oostenrijk (1802-1878)         | Frans Karel van Oostenrijk (1802-1878)         |                                                |                                                |                                                 |                                                 |                                                 |                                                 | Sophie van Beieren (1805-1872)                  | Sophie van Beieren (1805-1872)                  | Sophie van Beieren (1805-1872)              | Sophie van Beieren (1805-1872)              | Sophie van Beieren (1805-1872)        | Sophie van Beieren (1805-1872)        |                                       |                                       |                                       |                                       |  |  |                                            |                                            |                                            |                                            | Ferdinand II der Beide Siciliën (1810-1859) | Ferdinand II der Beide Siciliën (1810-1859) | Ferdinand II der Beide Siciliën (1810-1859) | Ferdinand II der Beide Siciliën (1810-1859) | Ferdinand II der Beide Siciliën (1810-1859)  | Ferdinand II der Beide Siciliën (1810-1859)  |                                                  |                                                  |                                                  |                                                  |                                                  |                                                  | Theresia van Oostenrijk (1816-1867)      | Theresia van Oostenrijk (1816-1867)      | Theresia van Oostenrijk (1816-1867)      | Theresia van Oostenrijk (1816-1867)      | Theresia van Oostenrijk (1816-1867)       | Theresia van Oostenrijk (1816-1867)       |                                           |                                           |                                           |                                           |  |  |  |  |  |  |  |  |  |  |  |  |  |  |  |  |  |  |  |  |  |  |  |  |  |  |  |  |  |  |  |  |  |  |  |  |  |  |  |  |  |  |  |  |  |  |  |  |
|                                     |                                     |                                     |                                     | Frans Karel van Oostenrijk (1802-1878) | Frans Karel van Oostenrijk (1802-1878) | Frans Karel van Oostenrijk (1802-1878)         | Frans Karel van Oostenrijk (1802-1878)         | Frans Karel van Oostenrijk (1802-1878)         | Frans Karel van Oostenrijk (1802-1878)         |                                                |                                                |                                                 |                                                 |                                                 |                                                 | Sophie van Beieren (1805-1872)                  | Sophie van Beieren (1805-1872)                  | Sophie van Beieren (1805-1872)              | Sophie van Beieren (1805-1872)              | Sophie van Beieren (1805-1872)        | Sophie van Beieren (1805-1872)        |                                       |                                       |                                       |                                       |  |  |                                            |                                            |                                            |                                            | Ferdinand II der Beide Siciliën (1810-1859) | Ferdinand II der Beide Siciliën (1810-1859) | Ferdinand II der Beide Siciliën (1810-1859) | Ferdinand II der Beide Siciliën (1810-1859) | Ferdinand II der Beide Siciliën (1810-1859)  | Ferdinand II der Beide Siciliën (1810-1859)  |                                                  |                                                  |                                                  |                                                  |                                                  |                                                  | Theresia van Oostenrijk (1816-1867)      | Theresia van Oostenrijk (1816-1867)      | Theresia van Oostenrijk (1816-1867)      | Theresia van Oostenrijk (1816-1867)      | Theresia van Oostenrijk (1816-1867)       | Theresia van Oostenrijk (1816-1867)       |                                           |                                           |                                           |                                           |  |  |  |  |  |  |  |  |  |  |  |  |  |  |  |  |  |  |  |  |  |  |  |  |  |  |  |  |  |  |  |  |  |  |  |  |  |  |  |  |  |  |  |  |  |  |  |  |
|                                     |                                     |                                     |                                     |                                        |                                        |                                                |                                                |                                                |                                                | Karel Lodewijk van Oostenrijk (1833-1896)      | Karel Lodewijk van Oostenrijk (1833-1896)      | Karel Lodewijk van Oostenrijk (1833-1896)       | Karel Lodewijk van Oostenrijk (1833-1896)       | Karel Lodewijk van Oostenrijk (1833-1896)       | Karel Lodewijk van Oostenrijk (1833-1896)       |                                                 |                                                 |                                             |                                             |                                       |                                       |                                       |                                       |                                       |                                       |  |  |                                            |                                            |                                            |                                            |                                             |                                             |                                             |                                             |                                              |                                              | Maria Annunciata van Bourbon-Sicilië (1843-1871) | Maria Annunciata van Bourbon-Sicilië (1843-1871) | Maria Annunciata van Bourbon-Sicilië (1843-1871) | Maria Annunciata van Bourbon-Sicilië (1843-1871) | Maria Annunciata van Bourbon-Sicilië (1843-1871) | Maria Annunciata van Bourbon-Sicilië (1843-1871) |                                          |                                          |                                          |                                          |                                           |                                           |                                           |                                           |                                           |                                           |  |  |  |  |  |  |  |  |  |  |  |  |  |  |  |  |  |  |  |  |  |  |  |  |  |  |  |  |  |  |  |  |  |  |  |  |  |  |  |  |  |  |  |  |  |  |  |  |
|                                     |                                     |                                     |                                     |                                        |                                        |                                                |                                                |                                                |                                                | Karel Lodewijk van Oostenrijk (1833-1896)      | Karel Lodewijk van Oostenrijk (1833-1896)      | Karel Lodewijk van Oostenrijk (1833-1896)       | Karel Lodewijk van Oostenrijk (1833-1896)       | Karel Lodewijk van Oostenrijk (1833-1896)       | Karel Lodewijk van Oostenrijk (1833-1896)       |                                                 |                                                 |                                             |                                             |                                       |                                       |                                       |                                       |                                       |                                       |  |  |                                            |                                            |                                            |                                            |                                             |                                             |                                             |                                             |                                              |                                              | Maria Annunciata van Bourbon-Sicilië (1843-1871) | Maria Annunciata van Bourbon-Sicilië (1843-1871) | Maria Annunciata van Bourbon-Sicilië (1843-1871) | Maria Annunciata van Bourbon-Sicilië (1843-1871) | Maria Annunciata van Bourbon-Sicilië (1843-1871) | Maria Annunciata van Bourbon-Sicilië (1843-1871) |                                          |                                          |                                          |                                          |                                           |                                           |                                           |                                           |                                           |                                           |  |  |  |  |  |  |  |  |  |  |  |  |  |  |  |  |  |  |  |  |  |  |  |  |  |  |  |  |  |  |  |  |  |  |  |  |  |  |  |  |  |  |  |  |  |  |  |  |
|                                     |                                     |                                     |                                     |                                        |                                        |                                                |                                                |                                                |                                                |                                                |                                                |                                                 |                                                 |                                                 |                                                 |                                                 |                                                 |                                             |                                             |                                       |                                       |                                       |                                       |                                       |                                       |  |  |                                            |                                            |                                            |                                            |                                             |                                             |                                             |                                             |                                              |                                              |                                                  |                                                  |                                                  |                                                  |                                                  |                                                  |                                          |                                          |                                          |                                          |                                           |                                           |                                           |                                           |                                           |                                           |  |  |  |  |  |  |  |  |  |  |  |  |  |  |  |  |  |  |  |  |  |  |  |  |  |  |  |  |  |  |  |  |  |  |  |  |  |  |  |  |  |  |  |  |  |  |  |  |
|                                     |                                     |                                     |                                     |                                        |                                        |                                                |                                                |                                                |                                                |                                                |                                                |                                                 |                                                 |                                                 |                                                 |                                                 |                                                 |                                             |                                             |                                       |                                       |                                       |                                       |                                       |                                       |  |  |                                            |                                            |                                            |                                            |                                             |                                             |                                             |                                             |                                              |                                              |                                                  |                                                  |                                                  |                                                  |                                                  |                                                  |                                          |                                          |                                          |                                          |                                           |                                           |                                           |                                           |                                           |                                           |  |  |  |  |  |  |  |  |  |  |  |  |  |  |  |  |  |  |  |  |  |  |  |  |  |  |  |  |  |  |  |  |  |  |  |  |  |  |  |  |  |  |  |  |  |  |  |  |
|                                     |                                     |                                     |                                     |                                        |                                        |                                                |                                                |                                                |                                                |                                                |                                                | Frans Ferdinand van Oostenrijk-Este (1863-1914) | Frans Ferdinand van Oostenrijk-Este (1863-1914) | Frans Ferdinand van Oostenrijk-Este (1863-1914) | Frans Ferdinand van Oostenrijk-Este (1863-1914) | Frans Ferdinand van Oostenrijk-Este (1863-1914) | Frans Ferdinand van Oostenrijk-Este (1863-1914) |                                             |                                             | Otto Frans van Oostenrijk (1865-1906) | Otto Frans van Oostenrijk (1865-1906) | Otto Frans van Oostenrijk (1865-1906) | Otto Frans van Oostenrijk (1865-1906) | Otto Frans van Oostenrijk (1865-1906) | Otto Frans van Oostenrijk (1865-1906) |  |  | Ferdinand Karel van Oostenrijk (1868-1915) | Ferdinand Karel van Oostenrijk (1868-1915) | Ferdinand Karel van Oostenrijk (1868-1915) | Ferdinand Karel van Oostenrijk (1868-1915) | Ferdinand Karel van Oostenrijk (1868-1915)  | Ferdinand Karel van Oostenrijk (1868-1915)  |                                             |                                             | Margaretha Sophie van Oostenrijk (1870-1902) | Margaretha Sophie van Oostenrijk (1870-1902) | Margaretha Sophie van Oostenrijk (1870-1902)     | Margaretha Sophie van Oostenrijk (1870-1902)     | Margaretha Sophie van Oostenrijk (1870-1902)     | Margaretha Sophie van Oostenrijk (1870-1902)     |                                                  |                                                  |                                          |                                          |                                          |                                          |                                           |                                           |                                           |                                           |                                           |                                           |  |  |  |  |  |  |  |  |  |  |  |  |  |  |  |  |  |  |  |  |  |  |  |  |  |  |  |  |  |  |  |  |  |  |  |  |  |  |  |  |  |  |  |  |  |  |  |  |